# Kansai-kuko-lijn
De  Kansai-kuko-lijn (関西空港線, Kansaikūkō-sen) is een spoorlijn die Station Hineno met het station van de Luchthaven Kansai verbindt. De lijn wordt geëxploiteerd door West Japan Railway Company (JR West) en is eigendom van Kansai International Airport Co., Ltd. De lijn opende op 15 juni 1994 en is 11,1 km lang.

## Stations
| Station                                                                  | Japans         | Verbindingen             | Stad      | Prefectuur |
| ------------------------------------------------------------------------ | -------------- | ------------------------ | --------- | ---------- |
| Van/naar Kioto, Shin-Osaka, Kyōbashi, Osaka en Tennōji via de Hanwa-lijn |                |                          |           |            |
| Hineno                                                                   | 日根野         | JR West: Hanwa-lijn      | Izumisano | Osaka      |
| Rinkū Town                                                               | りんくうタウン | Nankai: Nankai-kuko-lijn | Izumisano | Osaka      |
| Luchthaven Kansai                                                        | 関西空港       |                          | Tajiri    | Osaka      |